# گریم فندنگو
«گریم فندنگو» (انگلیسی: Grim Fandango) یک بازی ویدئویی در سبک ماجراجویی گرافیکی و نئو نوآر است که توسط لوکاس آرتس و در سال ۱۹۹۸ و در پلت‌فرم‌های مایکروسافت ویندوز، پلی‌استیشن ۴، لینوکس، و پلی‌استیشن ویتا منتشر شده‌است. نسخه بهتر شده بازی نیز در سال ۲۰۱۵ منتشر شده است.